# Dobrošov
Dobrošov (niem. Dobroschau) – wieś w Czechach, w kraju hradeckim, część miasta Náchod, położona 3 km na południowy wschód od jego centrum. W 2016 r. we wsi było 116 adresów, w roku 2001 Dobrošov na stałe zamieszkiwało 113 obywateli.
W okolicy Dobrošova znajdują się pochodzące z lat 1936–1938 liczne i ciężkie obwarowania czechosłowackich fortyfikacji – tzw. Grupa warowna Dobrošov. Na jednym z okolicznych szczytów znajduje się schronisko turystyczne, Jiráskova chata, z wieżą widokową.